# 岡田晋吉
岡田 晋吉（おかだ ひろきち、1935年2月22日 - ）は、神奈川県出身のテレビドラマプロデューサー。
日本テレビのドラマプロデューサーとして知られ、同局芸能局長、中京テレビ取締役制作本部長、取締役副社長を歴任した。
定年退職後は川喜多記念映画文化財団常務理事（常勤）、日本テレビ顧問を務めた。

## 来歴・人物
鎌倉学園高等学校、慶應義塾大学卒業後、1957年に日本テレビ入社。
入社と同時に海外ドラマの吹き替え版制作を担当し、1963年の「宇宙Gメン」を皮切りに自局制作のテレビドラマに携わる。「青春とはなんだ」「これが青春だ」や「おれは男だ!」などの青春シリーズ、「東京バイパス指令」を経て「太陽にほえろ!」
、「俺たちの旅」、「大都会」シリーズ、「あぶない刑事」などを手がけた。
中京テレビへの出向後は、民放連放送倫理小委員を歴任し、放送と人権等権利に関する委員会（放送人権委員会）、放送と青少年に関する委員会などの創設にも関わっている。
中学3年生の時に初めて見た映画『打撃王』に強い感銘を受け、ラストシーンの球界を引退していくルー・ゲーリッグの背中に掛かる「ゲーリッグは去っても新たなヒーローが生まれますよ」と暗示する「プレイボール! 」という声には涙が止まらなかったという。「太陽にほえろ！」や「俺たちシリーズ」も含め、テレビ映画のプロデューサーとして立案したいくつかの企画にこのプレイボールの精神を生かしてドラマの主人公たちの将来に夢を持たせる形で終わらせたと述べている。

## 主な担当作品

### テレビドラマ
- 宇宙Gメン（プロデューサー）
- 青春とはなんだ（製作）
- 快獣ブースカ（製作、未クレジット）
- これが青春だ（製作）
- でっかい青春（製作）
- 進め!青春（製作）
- 東京バイパス指令（製作）
- おれは男だ!（プロデューサー）
- さぼてんとマシュマロ（企画）
- 飛び出せ!青春（プロデューサー）
- 太陽にほえろ!（プロデューサー、企画）
- われら青春!（プロデューサー）
- 傷だらけの天使（企画、未クレジット）
- 俺たちの勲章（企画）
- 俺たちの旅（企画）
- はぐれ刑事（企画）
- 大都会 闘いの日々（企画）
- いろはの"い"（企画）
- 俺たちの朝（企画）
- 大都会 PARTII（企画）
- 俺たちの祭（企画）
- 青春ド真中!（企画）
- 姿三四郎（企画）
- 俺たちは天使だ!（企画）
- あさひが丘の大統領（企画）
- 警視-K（企画）
- さすらいの甲子園（企画）
- 幻之介世直し帖（企画）
- あぶない刑事（企画）
- 白虎隊（プロデューサー）
- 銭形平次（企画）
- ジャングル（プロデューサー）
- 田原坂（企画）
- 七曲署捜査一係（企画）

### テレビアニメ
- 手塚治虫の旧約聖書物語（企画・監修） - 日本テレビ・イタリア放送協会共同製作 / WOWOW放映

### バラエティ番組
- 第12回アメリカ横断ウルトラクイズ（大会委員長）

### 劇場用映画
- 飛び出せ!青春（製作）
- ニッポン警視庁の恥といわれた二人 刑事珍道中（企画）
- ・ふ・た・り・ぼ・っ・ち・（企画）
- あぶない刑事（企画）

## 受賞歴
- エランドール協会賞（1982年）

## 著書
- 『太陽にほえろ!伝説　疾走15年 私が愛した七曲署』（日本テレビ、1996年、増補版2003年）
  - 『太陽にほえろ!伝説』（ちくま文庫、2020年2月）ISBN 448-0436332
- 『青春ドラマ夢伝説　あるプロデューサーのテレビ青春日誌』（日本テレビ、2003年）ISBN 482-0398636
  - 『青春ドラマ夢伝説 「俺たちシリーズ」とTVドラマの黄金時代』（改訂版・ちくま文庫、2021年7月）解説鎌田敏夫
- 『ショーケンと優作、そして裕次郎 「太陽にほえろ！」レジェンドの素顔』（KADOKAWA、2020年3月）ISBN 404-6045582
- 『ノベライズ　太陽にほえろ！』（ちくま文庫、2020年12月）ISBN 448-0437045